# Lijst van nummer 1-hits in de Nederlandse Single Top 100 in 2025
Deze hits stonden in 2025 op nummer 1 in de Nederlandse Single Top 100.
| Nummer | Datum        | Artiest                                                     | Titel                    |
| ------ | ------------ | ----------------------------------------------------------- | ------------------------ |
| 883    | 4 januari    | Lady Gaga & Bruno Mars                                      | Die with a Smile         |
|        | 11 januari   | Lady Gaga & Bruno Mars                                      | Die with a Smile         |
|        | 18 januari   | Lady Gaga & Bruno Mars                                      | Die with a Smile         |
| 889    | 25 januari   | Roxy Dekker                                                 | Ga dan!                  |
|        | 1 februari   | Roxy Dekker                                                 | Ga dan!                  |
|        | 8 februari   | Roxy Dekker                                                 | Ga dan!                  |
| 890    | 15 februari  | Antoon                                                      | Beetje van mij           |
|        | 22 februari  | Antoon                                                      | Beetje van mij           |
|        | 1 maart      | Antoon                                                      | Beetje van mij           |
|        | 8 maart      | Antoon                                                      | Beetje van mij           |
| 891    | 15 maart     | Roxy Dekker                                                 | Casual                   |
| 892    | 22 maart     | Alex Warren                                                 | Ordinary                 |
| 893    | 29 maart     | Samuel Welten                                               | Echte liefde is te koop  |
|        | 5 april      | Samuel Welten                                               | Echte liefde is te koop  |
|        | 12 april     | Samuel Welten                                               | Echte liefde is te koop  |
| 894    | 19 april     | U.V.S.V./N.V.V.S.U., Jopke van Dobbenburgh & Roeland Beelen | Lotje                    |
|        | 26 april     | U.V.S.V./N.V.V.S.U., Jopke van Dobbenburgh & Roeland Beelen | Lotje                    |
|        | 3 mei        | U.V.S.V./N.V.V.S.U., Jopke van Dobbenburgh & Roeland Beelen | Lotje                    |
|        | 10 mei       | U.V.S.V./N.V.V.S.U., Jopke van Dobbenburgh & Roeland Beelen | Lotje                    |
|        | 17 mei       | U.V.S.V./N.V.V.S.U., Jopke van Dobbenburgh & Roeland Beelen | Lotje                    |
| 892    | 24 mei       | Alex Warren                                                 | Ordinary                 |
| 895    | 31 mei       | Frenna feat. Shallipopi                                     | Zaazaa                   |
|        | 7 juni       | Frenna feat. Shallipopi                                     | Zaazaa                   |
| 894    | 14 juni      | Roeland Beelen & Lil' Kleine                                | Lotje (Lil Kleine Remix) |
|        | 21 juni      | Roeland Beelen & Lil' Kleine                                | Lotje (Lil Kleine Remix) |
|        | 28 juni      | Roeland Beelen & Lil' Kleine                                | Lotje (Lil Kleine Remix) |
|        | 5 juli       | Roeland Beelen & Lil' Kleine                                | Lotje (Lil Kleine Remix) |
| 895    | 12 juli      | Frenna feat. Shallipopi                                     | Zaazaa                   |
|        | 19 juli      | Frenna feat. Shallipopi                                     | Zaazaa                   |
|        | 26 juli      | Frenna feat. Shallipopi                                     | Zaazaa                   |
|        | 2 augustus   | Frenna feat. Shallipopi                                     | Zaazaa                   |
|        | 9 augustus   | Frenna feat. Shallipopi                                     | Zaazaa                   |
|        | 16 augustus  | Frenna feat. Shallipopi                                     | Zaazaa                   |
|        | 23 augustus  |                                                             |                          |
|        | 30 augustus  |                                                             |                          |
|        | 6 september  |                                                             |                          |
|        | 13 september |                                                             |                          |
|        | 20 september |                                                             |                          |
|        | 27 september |                                                             |                          |
|        | 4 oktober    |                                                             |                          |
|        | 11 oktober   |                                                             |                          |
|        | 18 oktober   |                                                             |                          |
|        | 25 oktober   |                                                             |                          |
|        | 1 november   |                                                             |                          |
|        | 8 november   |                                                             |                          |
|        | 15 november  |                                                             |                          |
|        | 22 november  |                                                             |                          |
|        | 29 november  |                                                             |                          |
|        | 6 december   |                                                             |                          |
|        | 13 december  |                                                             |                          |
|        | 20 december  |                                                             |                          |
|        | 27 december  |                                                             |                          |

Lijsten van nummer 1-hits in de Nederlandse Top 40

1965 ·
1966 ·
1967 ·
1968 ·
1969 ·
1970 ·
1971 ·
1972 ·
1973 ·
1974 ·
1975 ·
1976 ·
1977 ·
1978 ·
1979 ·
1980 ·
1981 ·
1982 ·
1983 ·
1984 ·
1985 ·
1986 ·
1987 ·
1988 ·
1989 ·
1990 ·
1991 ·
1992 ·
1993 ·
1994 ·
1995 ·
1996 ·
1997 ·
1998 ·
1999 ·
2000 ·
2001 ·
2002 ·
2003 ·
2004 ·
2005 ·
2006 ·
2007 ·
2008 ·
2009 ·
2010 ·
2011 ·
2012 ·
2013 ·
2014 ·
2015 ·
2016 ·
2017 ·
2018 ·
2019 ·
2020 ·
2021 ·
2022 ·
2023 ·
2024 ·
2025

Lijsten van nummer 1-hits in de Nederlandse Single Top 100

1969 ·
1970 ·
1971 ·
1972 ·
1973 ·
1974 ·
1975 ·
1976 ·
1977 ·
1978 ·
1979 ·
1980 ·
1981 ·
1982 ·
1983 ·
1984 ·
1985 ·
1986 ·
1987 ·
1988 ·
1989 ·
1990 ·
1991 ·
1992 ·
1993 ·
1994 ·
1995 ·
1996 ·
1997 ·
1998 ·
1999 ·
2000 ·
2001 ·
2002 ·
2003 ·
2004 ·
2005 ·
2006 ·
2007 ·
2008 ·
2009 ·
2010 ·
2011 ·
2012 ·
2013 ·
2014 ·
2015 ·
2016 ·
2017 ·
2018 ·
2019 ·
2020 ·
2021 ·
2022 ·
2023 ·
2024 ·
2025

Lijsten van nummer 1-hits in de 538 Top 50

2019 ·
2020 ·
2021 ·
2022 ·
2023 ·
2024 ·
2025
- Nederland (Top 40)
- Nederland (Single Top 100)
- Nederland (538 Top 50)
- Nederland (Verrukkelijke 15)
- Vlaanderen (Radio 2 Top 30)
- Vlaanderen (Ultratop 50)
- Vlaanderen (Top 30 van Ultratop)